# Estadio Municipal de Peñalolén
El Estadio Municipal de Peñalolén es uno de los principales recintos deportivos de la comuna de Peñalolén junto con el Gimnasio Chimkowe y el Velódromo Peñalolén. Es utilizado para diversas actividades tanto deportivas como culturales, principalmente partidos de fútbol. Fue abierto en la década de los 90's y reinaugurado el 11 de enero de 2007, estando localizado en el Barrio Consistorial de Peñalolén, hacia el costado sur del Edificio Consistorial Municipal.

## Historia
El Estadio Municipal data de la creación del Barrio Consistorial de Peñalolén a comienzos de la década de 1990, tras la fundación de la Municipalidad de Peñalolén el 15 de noviembre de 1984. En este espacio se habilitaron canchas de tierra destinada al fútbol amateur local. En la década de los 2000 la cancha principal es empastada con césped natural y se construye una grada de hormigón y ladrillos en su costado oriente. A partir del año 2007 el estadio es sede del club Deportes Peñalolén en la Tercera División de Chile. 

### Tragedia aérea de Peñalolén
El 27 de febrero de 2008 el estadio fue epicentro de la denominada Tragedia aérea de Peñalolén, trágico accidente aéreo que acabó con la vida de 13 personas y causó numerosos heridos. El accidente se produjo cuando una avioneta Cessna 210 de Carabineros proveniente del cercano Aeródromo de Tobalaba que realizaba un vuelo de instrucción con seis pasajeros a bordo capotó sobre una multicancha ubicada al costado oriente de la cancha principal, donde una treintena de mujeres realizaban una actividad deportiva de gimnasia.

### Acontecimientos y eventos
En su corta vida, el Estadio Municipal de Peñalolén ha acogido varios eventos importantes. Primero vio como Deportes Peñalolén se convertía en un equipo de Tercera división en el año 2007, que incluso jugó contra la Selección Sub-20 de Chile y la derrotó por 3 goles contra 1 en un amistoso jugado en abril de 2008 a beneficio de las víctimas de la tragedia aérea de Peñalolén.  En el año 2009 el recinto recibió por primera vez la visita de un cuadro de Primera División por un partido oficial cuando Unión San Felipe derrotó a domicilio por 2-3 a Deportes Peñalolén por la Copa Chile de ese año.
El año 2014 el estadio fue una de las subsedes de los entrenamiento del fútbol femenino en los Juegos Suramericanos Santiago 2014.
Entre 2013 y 2016 el estadio fue sede de los partidos de local del club Real San Joaquín en Tercera División. El 21 de mayo de 2015 acogió el partido de vuelta de la final de la Copa Absoluta de ese año donde Deportes Rengo se quedó con el título de campeón tras derrotar a los chicos buenos en condición de visita por 1-2 (marcador global de 5-1). 
En julio del año 2015 el estadio fue una de las subsedes junto con el Estadio Canadela de Arica de la primera edición de la Copa Americana de Pueblos Indígenas. El recinto peñalolino acogió tanto el partido inaugural como la final de dicho torneo donde el equipo de Paraguay se coronó campeón al derrotar al representativo de Colombia por 1-0. Cabe destacar que este torneo vio la acción del futbolista internacional colombiano Luis Fernando Díaz.
Entre 2016 y 2020 el estadio acogió los partidos de local de Santiago Morning Femenino.
Actualmente acoge los encuentros de local del club Futuro F.C. en la Tercera División B, quinta categoría del fútbol chileno.

## Instalaciones
El estadio Municipal de Peñalolén cuenta con las siguientes instalaciones:
- Cancha de césped sintético de 102 x 64 metros.
- Gradas con capacidad para 3.000 espectadores.
- 12 torres de iluminación para desarrollo de partidos nocturnos en la cancha principal.
- Gimnasio de acondicionamiento físico techado.
- Cancha de hockey patín y patinaje artístico.
- Cancha N°2 de superficie de tierra utilizada por el Club Deportivo Juventud Católico de Peñalolén que juega en la Asociación de Fútbol de La Reina.